# Rambahadur Limbu

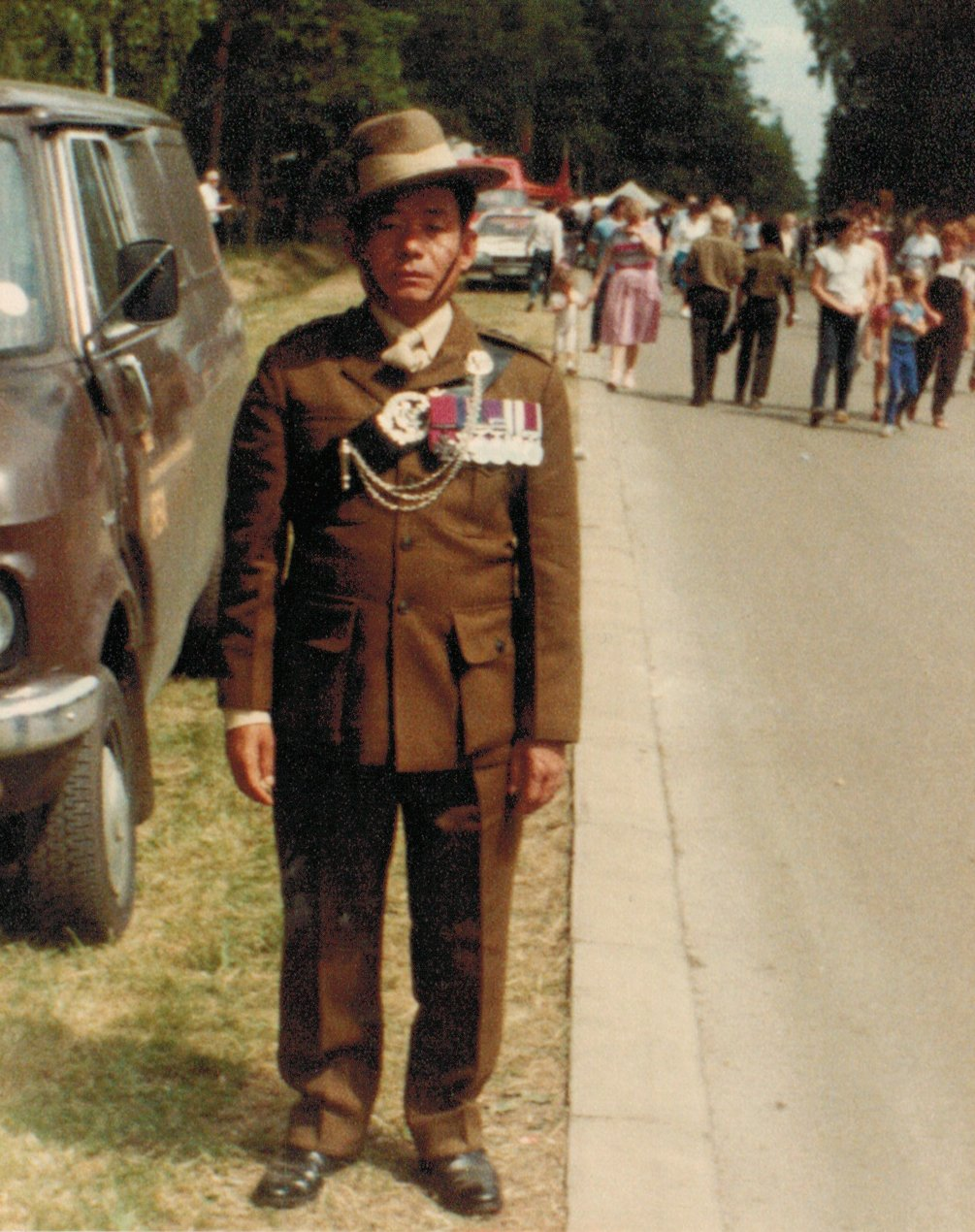
Kapten Rambahadur Limbu, VC 1976.

Rambahadur Limbu, VC, MVO, född 8 juli 1939 i Chyangthapu i Koshi-provinsen i östra Nepal, död 22 april 2023 i Patan, var en nepalesisk kapten vid 10th Princess Mary's Own Gurkha Rifles, Storbritanniens armé. Han belönades med Viktoriakorset när han som vicekorpral i Sarawak 1965 tillsammans med två kamrater stormade en stark fientlig ställning. Kamraterna sårades och dåvarande vicekorpral Limbu släpade dem i skydd, varefter han ensam återupptog anfallet och oskadliggjorde många fiender. Kapten Limbu tilldelades 1984 Victoriaorden.